# 柳屋奉善
柳屋奉善（やなぎやほうぜん）は、三重県松阪市にある、安土桃山時代から続く和菓子の老舗。
本店に隣接して「楊柳園」という喫茶店を経営し（2021年現在休業中）、本店と喫茶店の間の渡り廊下で和菓子作りの道具を展示している。
看板商品の「老伴（おいのとも）」の他に、鈴もなか、宣長飴、桐葉山（きりのはやま）等の和菓子も製造・販売している。季節商品として福引煎餅やねじりおこし（継松寺の初午大祭）の製造も行っている。

## 歴史
安土桃山時代の天正3年（1575年）に近江国の豪族蒲生氏の御用菓子司として近江国日野（現在の滋賀県蒲生郡日野町）で創業したとされている。
天正12年（1584年）に蒲生氏郷が豊臣秀吉の命により伊勢国松ヶ島城へ移される。その後天正16年（1588年）に蒲生氏郷が松坂城を築城し始めると、その城下町である松阪に移転したと伝えられている。

## 老伴

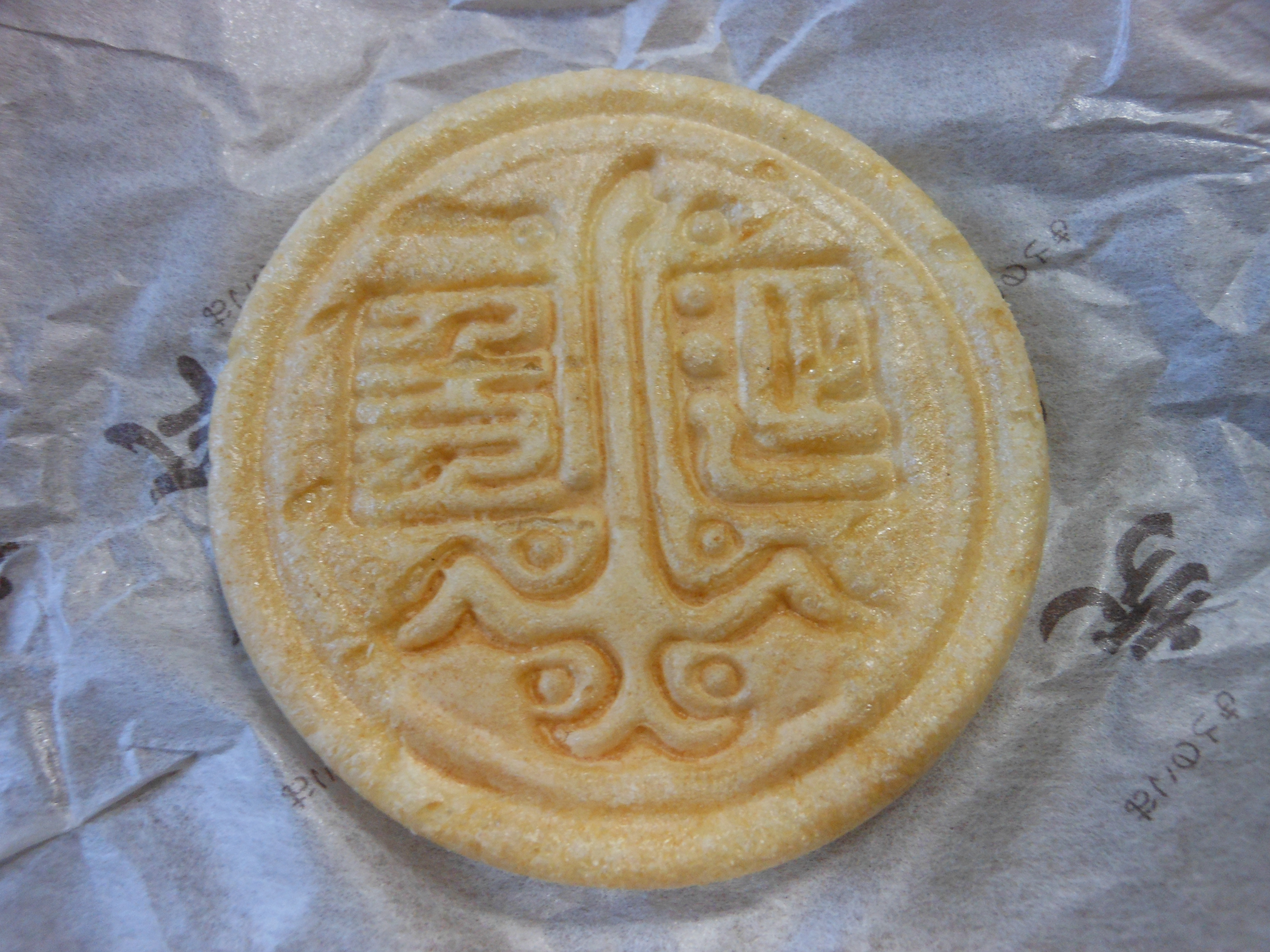
老伴

柳屋奉善家の家宝であった中国前漢時代の瓦を基にして造られた硯石の模様（飛鴻延年）の部分を切り取って裏返したデザインである。最中の皮の表面の真中にコウノトリを表す模様と、その両側には「延」と「年」を象った文字が刻まれている。延年とは不老長寿の意味である。
最中の皮を受け皿として、中に羊羹状のものを流し込み、表面を糖蜜で固めている。当初は「古瓦」という名称であったが、松阪の豪商の三井高敏が、ある茶席で白楽天の詩集の中にある「老伴無如鶴（鶴のように千年も生きることはできない、だからこそ老いの後も、ともに仲良く過しましょう…）」という言葉を引用したのにちなみ、菓子名を「老伴」と改めたと言われている。
明治時代以降、皇室の伊勢神宮参宮時の土産菓子として何度か購入されており、俳優の小倉久寛の好物でもある。

### 製法
昭和中期までは職人が手焼きしていたが、2015年（平成27年）現在はほとんどの工程が機械化されている。
1. 製造する前日に糸寒天を水に漬けて柔らかくする。
2. 砂糖を加えて煮詰まったら白餡を加え、紅麹（着色料）で染める。
3. ようかんが熱いうちに、最中に流し込んで表面が少し固まるまで待つ。
4. 砂糖蜜（砂糖の過飽和水溶液）を刷毛で表面に塗る。
5. 乾燥室で一晩寝かせる。
6. 表面の砂糖蜜が内部の熱で内側から固まるので、綺麗なスリガラス状のコーティングとなる。